# Горский (Архангельская область)
Горский — выселок в Устьянском районе Архангельской области.

## География
Находится в южной части Архангельской области на расстоянии приблизительно 19 км на юг по прямой от административного центра района поселка Октябрьский.

## История
В 1939 году отмечался в составе Ростовского сельсовета. До 2022 года был в составе Ростовско-Минского сельского поселения до его упразднения.

## Население
Численность населения: 11 человек (русские 100 %) в 2002 году, 1 в 2010.